# Balzac (Charente)
Balzac è un comune francese di 1 324 abitanti situato nel dipartimento della Charente, nella regione della Nuova Aquitania.
Il comune si trova a circa 7 km a nord-ovest di Angoulême in un'ansa del fiume Charente, nei pressi della sua confluenza con l'Argence, formando una sorta di penisola.

## Società

### Evoluzione demografica
Abitanti censiti